# Andrés Madruga
Andrés Ivani Madruga del Puerto (Maldonado, 6 febbraio 2004) è un calciatore uruguaiano, difensore del Manta in prestito dal Peñarol.

## Caratteristiche tecniche
È un difensore centrale.

## Carriera
Madruga è cresciuto nel settore giovanile del Peñarol, che lo ha tesserato all'età di 14 anni. Ha debuttato in prima squadra il 29 ottobre 2023 nell'incontro di Copa Uruguay vinto 3-0 contro il Sud América ed il 25 novembre ha esordito anche in campionato contro il Plaza Colonia.
Il 15 febbraio 2024 è stato ceduto in prestito per una stagione ai Rampla Juniors ed il 23 marzo ha segnato il suo primo gol in carriera nel pareggio per 1-1 contro il Miramar Misiones.

## Statistiche

### Presenze e reti nei club
Statistiche aggiornate al 29 aprile 2024.
| Stagione        | Squadra         | Campionato      | Campionato | Campionato | Coppe nazionali | Coppe nazionali | Coppe nazionali | Coppe continentali | Coppe continentali | Coppe continentali | Altre coppe | Altre coppe | Altre coppe | Totale | Totale | Totale |
| Stagione        | Squadra         | Comp            | Pres       | Reti       | Comp            | Pres            | Reti            | Comp               | Pres               | Reti               | Comp        | Pres        | Reti        | Pres   | Reti   |        |
| --------------- | --------------- | --------------- | ---------- | ---------- | --------------- | --------------- | --------------- | ------------------ | ------------------ | ------------------ | ----------- | ----------- | ----------- | ------ | ------ | ------ |
| 2023            | Peñarol         | PD              | 3          | 0          | CU              | 1               | 0               | CS                 | 0                  | 0                  |             | -           | -           | 4      | 0      |        |
| 2024            | Rampla Juniors  | PD              | 6          | 1          | CU              | 1               | 0               |                    | -                  | -                  |             | -           | -           | 6      | 1      |        |
| Totale carriera | Totale carriera | Totale carriera | 9          | 1          |                 | 1               | 0               |                    | 0                  | 0                  |             | -           | -           | 10     | 1      |        |